# Куно I фон Ротт
Куно I фон Ротт (нем. Kuno I. von Rott), (ок. 1025—1086) — пфальцграф Баварии, граф Фобурга (1040), граф нижнего Изара (1079).

## Биография
Куно фон Ротт родился около 1025 года. Он был сыном Поппо II фон Ротта из рода Pilgrimiden и, по некоторым данным, Хазаги Каринтийской.
В 1055 году Куно стал пфальцграфом баварским, так как его предшественник Арибо II умер, не оставив наследников мужского пола. В подобных случаях, король мог выбирать кому передать владения предшественника. Куно приходился Арибо II дальним родственником, и выбор монарха пал на него.
Куно был женат на дочери Фридриха Виттельсбаха, графа Диссена и Регенсбурга, Уте. У них было двое детей:
- Куно II фон Ротт (погиб 11 августа 1081)
- Ирменгарда (ум. 1101)

В 1080 году вместе с сыном основал аббатство Ротт.
Куно-младший был женат на Елизавете Лотарингской. Служил в войске короля Германии Генриха IV. Погиб 11 августа 1081 года в битве при Хёхштедте, первом сражении между Гогенштауфенами и Вельфами. Елизавета впоследствии вышла замуж за Рапото V, следующего пфальцграфа Баварии.
Ирменгарда трижды была замужем, у неё было трое сыновей и дочь.
Умер Куно 27 марта 1086 года. Так как он не оставил наследников мужского пола, пфальцграфство было передано Рапото V.